# Mitrasacmopsis quadrivalvis
Mitrasacmopsis quadrivalvis là một loài thực vật có hoa trong họ Thiến thảo. Loài này được Jovet mô tả khoa học đầu tiên năm 1935.